# Подземелье драконов 2: Источник могущества
«Подземелье драконов: источник могущества» (англ. Dungeons & Dragons: Wrath of the Dragon God) — художественный фильм 2005 года в жанре фэнтези режиссёра Джерри Лайвли.

## Сюжет
По сюжету фильм является продолжением фильма «Подземелье драконов». Действие происходит спустя 100 лет после событий, показанных в предыдущем фильме.
Предыстория событий, происходящих в фильме, такова: давным-давно маги древней страны Тюраны одержали победу над ужасным богом-драконом Фалазуром, заточили его в недрах горы, а его силу поместили в мистическую «Чёрную Сферу». С тех пор прошло три тысячи лет, и однажды злобный колдун Дамодар обнаружил «Чёрную Сферу». С её помощью он собирается отомстить потомкам тех, кто когда-то победил его, и пробудить Фалазура, чтобы вместе с ним властвовать над миром. Если не удастся отобрать у Дамодара «Сферу» и вновь наложить на неё чары, Измир со всеми его жителями обречён.
Но на пути сил Зла встают прославленный воин Берек и его супруга, молодая волшебница Мелора. Вместе с другими магами она ищет способ восстановить древнее заклятье, сковывающее Фалазура. Тем временем Берек по приказу короля отправляется на поиски «Чёрной Сферы», а вместе с ним — четыре героя, воплощающие в себе Хитрость, Ум, Мудрость и Силу: жулик Ним, колдунья Ормалин, священник Дориан и воительница Лакс. У них в распоряжении всего несколько дней, чтобы добраться до логова Дамодара, пока дракон не вернулся к жизни. Но их дорога изобилует опасностями: пройдя через Лес Разорванных Сердец, где властвует лич Клакс Злобный, управляющий ордой свирепых призраков, они попадают в Кертл — посёлок гоблинов, и там их атакует жуткий Ледяной Дракон, в сражении с которым погибает Дориан. Из Кертла их путь лежит к склепу колдуна Малека, в котором спрятан «Омут Обзора» — устройство для перемещения в любую точку пространства, откуда они телепортируются в крепость Дамодара. Им удаётся отнять у чернокнижника «Сферу», но в ходе борьбы тяжело пострадали ещё двое — Ним и Ормалин. Доставив раненых в храм Обад-Хая, Берек и Лакс возвращаются в Измир, но подвергаются нападению гарпий. Пока Лакс отражает их налёт, отвлекая их от Берека, тот спешит доставить «Чёрную Сферу» в столицу.
Но сразу по прибытии Берек узнаёт недобрые вести — Мелора страдает от тяжкой болезни, насланной на неё Дамодаром, а верховный маг Измира Оберон убит. Принявший его облик Клакс возвращает «Чёрную Сферу» Дамодару, а тот пробуждает Бога-Дракона. Вырвавшись из заточения, Фалазур устремляется на Измир, изрыгая огонь, сея смерть и разрушения.
Мелора взывает к могуществу четырёх стихий, и они создают новую магическую Сферу. Но её собственная жизнь в опасности. Чтобы спасти её, Берек бросается в погоню за Дамодаром. Ему удаётся настичь колдуна и принудить его снять заклятие с Мелоры. Здоровье и силы возвращаются к молодой волшебнице, и она вновь сковывает Фалазура и погружает его на дно озера, возвращая в забвение. Измир спасён, а Добро в очередной раз победило Зло.

## В ролях
- Брюс Пейн — Дамодар
- Марк Даймонд — лорд Берек; занимает мирную должность королевского советника по налогам, но прошлое у него весьма бурное и богатое приключениями, которые принесли ему славу непревзойдённого воина.
- Клеменси Бертон-Хилл — Мелора, жена Берека, маг.
- Элли Чидзли — Лакс: воительница, прекрасная собой, но с тяжёлым характером.
- Стивен Элдер — Дориан, священник храма Обатхая.
- Люси Гаскелл — Ормалин, эльфийская колдунья.
- Тим Стерн — Ним, жулик и проныра.
- Рой Марсден — Оберон, глава Верховного Совета магов Измира.
- Витаутас Румзас — Валериус, начальник королевской гвардии, ученик Берека.
- Ауримас Мелиезиус — Клакс Злобный: лич-садист, очень могущественный, но непредсказуемый маг; ранее служил Фалазуру; помог Дамодару похитить Чёрную Сферу.